# Thomas Moore
Thomas Moore (n. 28 mai 1779, Dublin – d. 25 februarie 1852) a fost un poet și prozator irlandez, supranumit „bardul Irlandei”.

## Opera
- 1807: Melodii irlandeze ("Irish Melodies");
- 1813: Sacul de poștă de doi bani ("The Twopenny Post Bag");
- 1817: Lalla Rookh ("Lalla Rookh");
- 1818: Familia Fudge la Paris ("The Fudge Family in Paris");
- 1818: National Airs, 1 (23 April 1818)
- 1920: National Airs, 2 (1820)
- 1823: Iubirile îngerilor ("The Loves of the Angels");
- 1825: Viața lui Sheridan ("Life of Sheridan");
- 1827: Epicureanul ("The Epicurean");
- 1830: Viața lui Byron ("Life of Byron").